# Telmatactis insignis
Telmatactis insignis är en havsanemonart som beskrevs av Oscar Henrik Carlgren 1950. Telmatactis insignis ingår i släktet Telmatactis och familjen Isophelliidae. Inga underarter finns listade i Catalogue of Life.